# En glad Gut
En glad Gut er en amerikansk stumfilm fra 1922 instrueret af Albert Austin.

## Medvirkende
- Jackie Coogan som Danny
- Wallace Beery som Ed Lee
- Gloria Hope som Mrs. Lee
- Queenie
- Valentine Black
- Tom Wilson